# The Changing of the Guard
"The Changing of the Guard" is een aflevering van de Amerikaanse televisieserie The Twilight Zone.

## Plot
Professor Ellis Fowler is een oudere leraar aan een universiteit, die vanwege zijn leeftijd gedwongen met pensioen moet.
Wanneer hij zijn oude jaarboeken doorkijkt met daarin foto’s van ex-studenten, raakt hij ervan overtuigd dat al zijn lessen voor niets zijn geweest en dat hij dus niets heeft bereikt in het leven. Zwaar depressief keert hij nog eenmaal terug naar de universiteit met het plan zelfmoord te plegen met een pistool.
Voor hij de trekker kan overhalen, hoort hij opeens een schoolbel. In het klaslokaal waar hij zich bevindt verschijnen de geesten van enkele van zijn voormalige studenten. Ze overtuigen hem dat zijn lessen wel waardevol waren en een grote invloed hebben gehad op hun leven. Tevreden met het feit dat zijn leven toch zin heeft gehad, keert Fowler huiswaarts en accepteert zijn pensioen.

## Rolverdeling
- Donald Pleasence: Professor Ellis Fowler
- Liam Sullivan: hoofdmeester
- Philippa Bevans: Mrs. Landers
- Tom Lowell: Artie Beechcroft
- Russell Horton: Bartlett

Donald Pleasence moest zwaar worden opgemaakt voor deze aflevering om er oud genoeg uit te zien voor zijn rol.

## Citaat
Het citaat dat Professor Fowler voorleest, “Be ashamed to die until you have won some victory for humanity,” is het motto van Rod Serlings Alma mater Antioch College.